# Nica & Joe

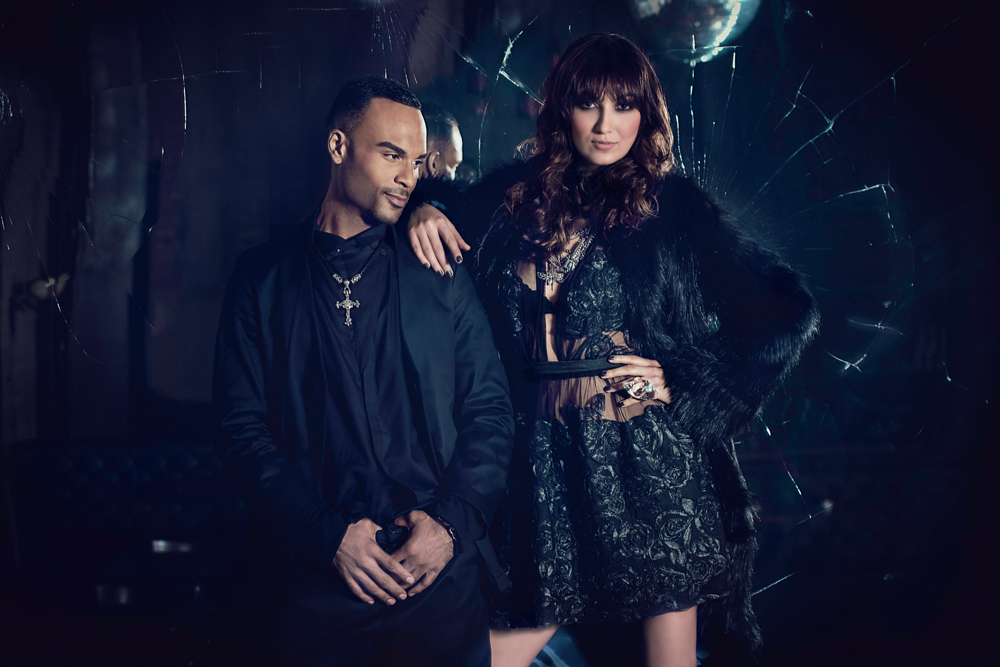
Nica & Joe

Nica & Joe ist ein deutsch-amerikanisches Gesangsduo. Es besteht aus der deutschen (in Polen geborenen) Veronika Belyavskaya und dem US-Amerikaner Joseph Guyton. Im Dezember 2011 wurden die beiden Sänger Dritte bei der deutschen Version der Musik-Castingshow X Factor.

## Werdegang
Veronika Belyavskaya, geboren in Legnica, absolvierte ihr Gesangs- und Klavierstudium am Conservatorium Maastricht während Joseph Guyton, geboren in Ann Arbor (Michigan), an der New Yorker Juilliard School of Music studierte und zudem ins Placido Domingo Young Artist Program aufgenommen wurde. Die beiden lernten sich 2011 in Deutschland kennen und entschieden kurzerhand, gemeinsam an der zweiten Staffel der Musikshow X-Factor (VOX) teilzunehmen. Mit Jurorin Sarah Connor als Mentorin traten sie in der Kategorie Gruppen an. Mit einer Mischung aus Pop und Klassik erreichten sie das Finale am 6. Dezember 2011, in dem sie hinter David Pfeffer und Raffaela Wais den dritten Platz belegten. Ihr erstes Studioalbum veröffentlichten sie noch im gleichen Jahr und landeten damit sowohl in Deutschland als auch in Österreich und in der Schweiz in den Charts.
Im Sommer 2012 spielten sie im Vorprogramm von Sarah Connor. Das zweite Studioalbum Magic Moments erschien am 16. November 2012. Nica & Joe nahmen am 14. Februar 2013 als Kandidaten bei Unser Song für Malmö teil, der deutschen Vorentscheidung zum Eurovision Song Contest 2013. Sie präsentierten den Song Elevated mit dem sie den 4. Platz belegten.  Zwischen Februar 2013 und Sommer 2014 tourten die beiden in unregelmäßigen Zeitabständen. Am 28. November 2014 erschien ihre erste Weihnachtssingle unter dem Titel It's Christmas. Am 15. November 2014 spielten Nica & Joe ihr erstes Konzert in Joes Geburtsstadt Ann Arbor in Michigan. Am 17. Februar 2015 folgte ihr erstes Konzert in Beverly Hills in Kalifornien. Zusammen mit Sylvie Meis traten Nica & Joe von November 2015 bis Februar 2016 in der Holiday-on-Ice-Show Believe in 15 deutschen Städten als Gäste auf.

## Diskografie
Singles
- 2011: Build a Palace
- 2013: Elevated
- 2014: It's Christmas
- 2015: Believe

Alben
- 2011: Nica & Joe
- 2012: Magic Moments